# Гаррісон (округ, Західна Вірджинія)
Шаблон:StateAbbr_ 39°17′ пн. ш. 80°23′ зх. д. / 39.29° пн. ш. 80.38° зх. д.
Округ  Гаррісон (англ. Harrison County) — округ (графство) у штаті  Західна Вірджинія, США. Ідентифікатор округу 54033.

## Історія
Округ утворений 1784 року.

## Демографія
За даними перепису 2000 року загальне населення округу становило 68652 осіб, зокрема міського населення було 38874, а сільського — 29778. Серед мешканців округу чоловіків було 32861, а жінок — 35791. В окрузі було 27867 домогосподарств, 19085 родин, які мешкали в 31112 будинках. Середній розмір родини становив 2,94.
Віковий розподіл населення поданий у таблиці:
| Стать    | До 15 років | 15-21 | 22-29 | 30-39 | 40-49 | 50-65 | 65-85 | Понад 85 |
| -------- | ----------- | ----- | ----- | ----- | ----- | ----- | ----- | -------- |
| Чоловіки | 6597        | 3248  | 3287  | 4566  | 5071  | 5662  | 4038  | 392      |
| Жінки    | 6314        | 3128  | 3236  | 4802  | 5249  | 6114  | 5865  | 1083     |

## Суміжні округи
- Меріон — північ
- Тейлор — схід
- Барбур — південний схід
- Апшер — південь
- Льюїс — південний захід
- Доддридж — захід
- Ветзел — північний захід

## Виноски
1. ↑  US Decennial Census. US Census Bureau. Архів оригіналу за 12 травня 2015. Процитовано 10 січня 2014.
2. ↑  Historical Census Browser. University of Virginia Library. Архів оригіналу за 11 серпня 2012. Процитовано 10 січня 2014.
3. ↑  Population of Counties by Decennial Census: 1900 to 1990. US Census Bureau. Архів оригіналу за 3 червня 2013. Процитовано 10 січня 2014.
4. ↑  Census 2000 PHC-T-4. Ranking Tables for Counties: 1990 and 2000 (PDF). US Census Bureau. Архів оригіналу (PDF) за 18 грудня 2014. Процитовано 10 січня 2014.
5. ↑  State & County QuickFacts. Бюро перепису населення США. Архів оригіналу за 7 червня 2011. Процитовано 10 січня 2014.(англ.) Наведено за англійською вікіпедією.
6. ↑  American FactFinder. Бюро перепису населення США. Архів оригіналу за 21 травня 2008. Процитовано 31 січня 2008.

| США | Це незавершена стаття з географії США. Ви можете допомогти проєкту, виправивши або дописавши її. |